# Trachurus symmetricus
 Trachurus symmetricus és una espècie de peix de la família dels caràngids i de l'ordre dels perciformes.

## Morfologia
Els mascles poden assolir els 81 cm de longitud total.

## Distribució geogràfica
Es troba des del sud-est d'Alaska fins al sud de la Baixa Califòrnia (Mèxic) i el Golf de Califòrnia. També a Acapulco (Mèxic) i les Illes Galápagos.